# Oxidus riukiarius
Oxidus riukiarius är en mångfotingart som först beskrevs av Karl Wilhelm Verhoeff 1940.  Oxidus riukiarius ingår i släktet Oxidus och familjen orangeridubbelfotingar. Inga underarter finns listade i Catalogue of Life.